# Ляли (Удмуртия)
Ляли́ (удм. Ляли) — деревня в Алнашском районе Удмуртии Российской Федерации, входит в Варзи-Ятчинское сельское поселение.

## География
Находится в 20 км к востоку от села Алнаши и в 82 км к югу от Ижевска.

## Население
| 2008 | 2010 | 2012 |
| ---- | ---- | ---- |
| 496  | ↘464 | ↘457 |

## История
В 1841 году открыт приход Свято-Троицкой церкви села Варзи-Ятчи, в его состав вошло несколько селений, в том числе деревня Ляли. По итогам десятой ревизии 1859 года в 63 дворах казённой деревни Лялино (Ляли) Елабужского уезда Вятской губернии проживало 193 жителя мужского пола и 210 женского, работала мельница. К 1897 году в деревне проживало 654 человека.
В 1921 году, в связи с образованием Вотской автономной области, деревня передана в состав Можгинского уезда. В 1924 году при укрупнении сельсоветов она вошла в состав Варзи-Ятчинского сельсовета Алнашской волости. В 1929 году упраздняется уездно-волостное административное деление и деревня Ляли причислена к Алнашскому району. В 1929 году в СССР начинается сплошная коллективизация, в процессе которой в деревне образована сельхозартель (колхоз) «Тыпы».
- Завьялов Николай Терентьевич (1880 г.р.) — кулак.
- Завьялова Афанасия Семеновна (1880 г.р.) — член семьи кулака.
- Завьялова Анна Николаевна (1914 г.р.) — член семьи кулака.
- Завьялова Елизавета Николаевна (1916 г.р.) — член семьи кулака.
- Красноперов Семен Иванович (1902 г.р.) — кулак.
- Красноперов Семен Семенович (1928 г.р.) — член семьи кулака.
- Красноперова Прасковья Александровна (1903 г.р.) — член семьи кулака.

В 1950 году проводится укрупнение сельхозартелей, колхозы деревень Ляли и Шадрасак Кибья объединены в один колхоз «Коммунизме», центральная усадьба которого размещалась в деревне Ляли.
16 ноября 2004 года Варзи-Ятчинский сельсовет был преобразован в муниципальное образование Варзи-Ятчинское и наделён статусом сельского поселения.

## Объекты социальной сферы
- Лялинская начальная школа — 27 учащихся в 2008 году[12]
- Лялинский детский сад

## Люди, связанные с деревней
- Байтеряков Николай Семёнович — уроженец деревни, призван Алнашским РВК в августе 1942 года. Отличился будучи наводчиком миномёта 29-й отдельной танковой бригады. В боях на подступах к Риге истребил до 17 вражеских солдат, награждён орденом Красной Звезды[13].